# Helikon (hangszer)
Helikonnak nevezzük azokat a katonazenekari használatra készült kör alakban hajlított basszus- és kontrabasszustubákat (ritka esetekben lehetnek tenortubák is), amelyeken a játékos a hangszert vállára véve, fejét középen átdugva játszhat.
Először 1845-ben Oroszországban bukkant fel.